# Stadion an der Gellertstraße
Das eins-Stadion an der Gellertstraße (Eigenschreibweise eins-Stadion – An der Gellertstraße) ist ein Fußballstadion in der sächsischen Stadt Chemnitz. Es ist Heimspielstätte des Fußballvereins Chemnitzer FC. Das Stadion wurde 1934 als Stadion an der Planitzstraße eröffnet und trug ab 1950 nach dem Politiker Kurt Fischer den Namen Dr.-Kurt-Fischer-Stadion (im Volksmund auch „Fischerwiese“ genannt), ehe es 1990 erstmal den Namen Stadion an der Gellertstraße erhielt. Zwischen 2014 und 2016 wurde das Stadion umgebaut.

## Struktur
Das Stadion fasste bis zum Abbruch 2014 offiziell 18.700 Zuschauer. Die überdachte Haupttribüne hatte zwei Sitzplatzblöcke (Block A, C) für 540 Besucher und einen Stehplatzblock (B) für 1.630 Zuschauer. Die restlichen sieben Stehplatzblöcke waren im Uhrzeigersinn von 1 bis 7 nummeriert, wobei Block 2 für die Gäste diente. Es verfügte über einen Rasenplatz, eine Rasenheizung, eine Beregnungsanlage und eine Flutlichtanlage.

## Lage
Im Nordosten von Chemnitz, im Stadtteil Sonnenberg gelegen, befindet sich das Stadiongelände günstig mit dem Stadtbus Linie 51 zu erreichen (Haltestelle Stadion Gellertstraße). Der Fußweg vom Hauptbahnhof beträgt etwa 15 Minuten. Von der Autobahn A 4 ist das Stadion fünf Kilometer entfernt.

## Geschichte

### Geschichte bis 2011
Am 31. Juli 1933 begann der Bau des Stadions auf einem ehemaligen Reitplatz. Das fertiggestellte Stadion an der Planitzstraße (der heutigen Heinrich-Schütz-Straße) wurde am 13. Mai 1934 mit dem Freundschaftsspiel PSV Chemnitz gegen SpVgg Fürth (5:1) vor 25.000 Zuschauern eingeweiht. Bis zum Ende des Zweiten Weltkrieges diente es dem PSV als Heimstadion. Nach dem Krieg übernahm die SG Chemnitz Nord, Vorläufer des späteren FC Karl-Marx-Stadt, die Nutzung. Auf Beschluss der Stadtverordnetenversammlung wurde das Stadion am 13. Juli 1950 nach dem kurz zuvor verstorbenen kommunistischen Politiker und sächsischen Innenminister Fischer in Dr.-Kurt-Fischer-Stadion umbenannt. Am 5. November 1966 wurde im Oberligaspiel FC Karl-Marx-Stadt gegen den FC Vorwärts Berlin (3:2) mit 28.000 Besuchern der Nachkriegsrekord an Zuschauern aufgestellt.
Ab Mitte der 1960er Jahre trug der FC Karl-Marx-Stadt zeitweise seine Heimspiele im größeren Ernst-Thälmann-Stadion (heute Sportforum) aus. 1989 erhielt die Tribüne des Dr.-Kurt-Fischer Stadion eine Überdachung, die am 22. Oktober im Oberligaspiel FCK gegen den 1. FC Lokomotive Leipzig erstmals genutzt wurde. Als der Chemnitzer FC Anfang der 1990er Jahre in der 2. Bundesliga spielte, verließ auch er die inzwischen in Stadion an der Gellertstraße umbenannte Spielstätte in Richtung Sportforum. Seit dem 1998/99 erfolgten umfassenden Umbau nutzt der CFC das Stadion an der Gellertstraße wieder ständig. Das modernisierte Stadion wurde am 13. August 1999 mit der Zweitligapartie CFC gegen Borussia Mönchengladbach (2:0) vollbesetzt mit 12.500 Zuschauern eingeweiht. Am 22. November 1999 wurde im Spiel gegen den 1. FC Köln die neue Flutlichtanlage in Betrieb genommen. Im Jahr 2009 wurde das Stadion im Zuge der Sanierung mit einer Rasenheizung und einer Beregnungsanlage ausgestattet.

### Umbau
Am 5. Oktober 2011 stimmte der Chemnitzer Stadtrat mit 35:19 Stimmen für einen Neubau des Stadions. Nach dem Protest einiger Mitglieder der Piratenpartei, aufgrund von Befangenheit von drei Stadträten und der darauf folgenden Prüfung durch die Landesdirektion, wurde in einer zweiten Abstimmung am 7. November 2011 der Neubau erneut mit 33:21 Stimmen bestätigt. Die Kosten sollen sich hierbei auf rund 23 bis 25 Millionen Euro belaufen.
Die letzte Partie an der Gellertstraße vor dem Neubau fand am 15. Januar 2014 statt. Der Chemnitzer FC traf in einem Testspiel auf den Zweitligisten 1. FC Kaiserslautern. Trotz Chancen auf beiden Seiten endete die Abschiedsvorstellung vor 4.805 Zuschauern mit einem 0:0-Unentschieden. Nach Spielschluss folgte ein Countdown und die Zuschauer riefen „Licht aus“, worauf sich das Stadion um 20:20 Uhr in Dunkelheit hüllte. Danach erhellte ein Feuerwerk die Gellertstraße. Die Bauarbeiten für das neue Stadion mit 15.000 Plätzen (9.000 Sitz- und 6.000 Stehplätze) begannen am 23. Januar 2014 mit dem ersten Spatenstich. Das Stadion wurde schrittweise erneuert, so dass der Spielbetrieb des CFC fortgesetzt werden konnte und 10.000 Plätze verfügbar blieben.
Ende Mai 2016 wurde die Eröffnung des neuen Stadions am 2. August 2016 angekündigt. Am 18. Juni 2016 wurde es mit einem Tag der offenen Tür für das Publikum geöffnet. Rund 50.000 interessierte Besucher schauten sich das für rund 27 Millionen Euro errichtete Fußballstadion an. In einem abschließenden Fußballspiel über 2 × 30 Minuten schlug der CFC eine Chemnitzer Stadtauswahl mit 10:1. Am 2. August 2016 schließlich wurde das Stadion mit einem Spiel gegen den Bundesligisten Borussia Mönchengladbach vor 14.486 Zuschauern, das die Gäste mit 0:1 gewannen, offiziell eröffnet.
Vom 1. August 2016 bis zum 30. Juni 2018 war die Chemnitzer Softwarefirma community4you AG Namenssponsor des Stadions. Der bis 2021 geschlossene Vertrag zur Benennung als community4you ARENA lief aufgrund des Abstiegs in die Regionalliga aus. Nach dem Auslaufen des Sponsorings hieß das Stadion offiziell Stadion Chemnitz. Anfang Dezember 2018 erhielt es den Namen Stadion an der Gellertstraße in der Eigenschreibweise Stadion – An der Gellertstraße zurück. Mit der neuen Schreibweise soll erreicht werden, dass bei einer zukünftigen Neuvermarktung des Stadionnamens der Zusatz „An der Gellertstraße“ beibehalten werden kann.
Ab der Saison 2025/2026 trägt das Stadion den Namen des regionalen Energieunternehmens eins Energie in Sachsen, als eins-Stadion an der Gellertstraße.

## Galerie

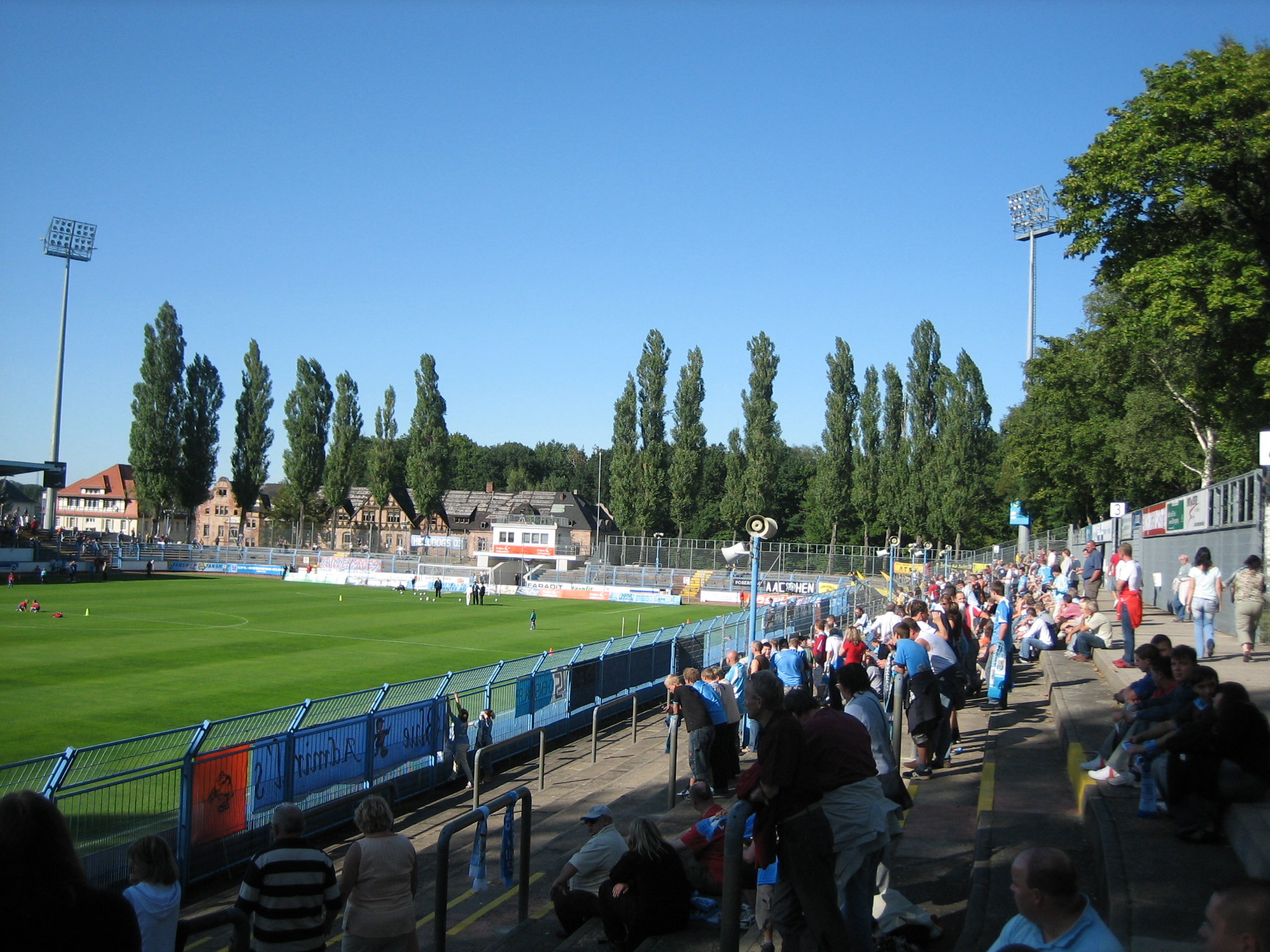
Gegengerade (2006)
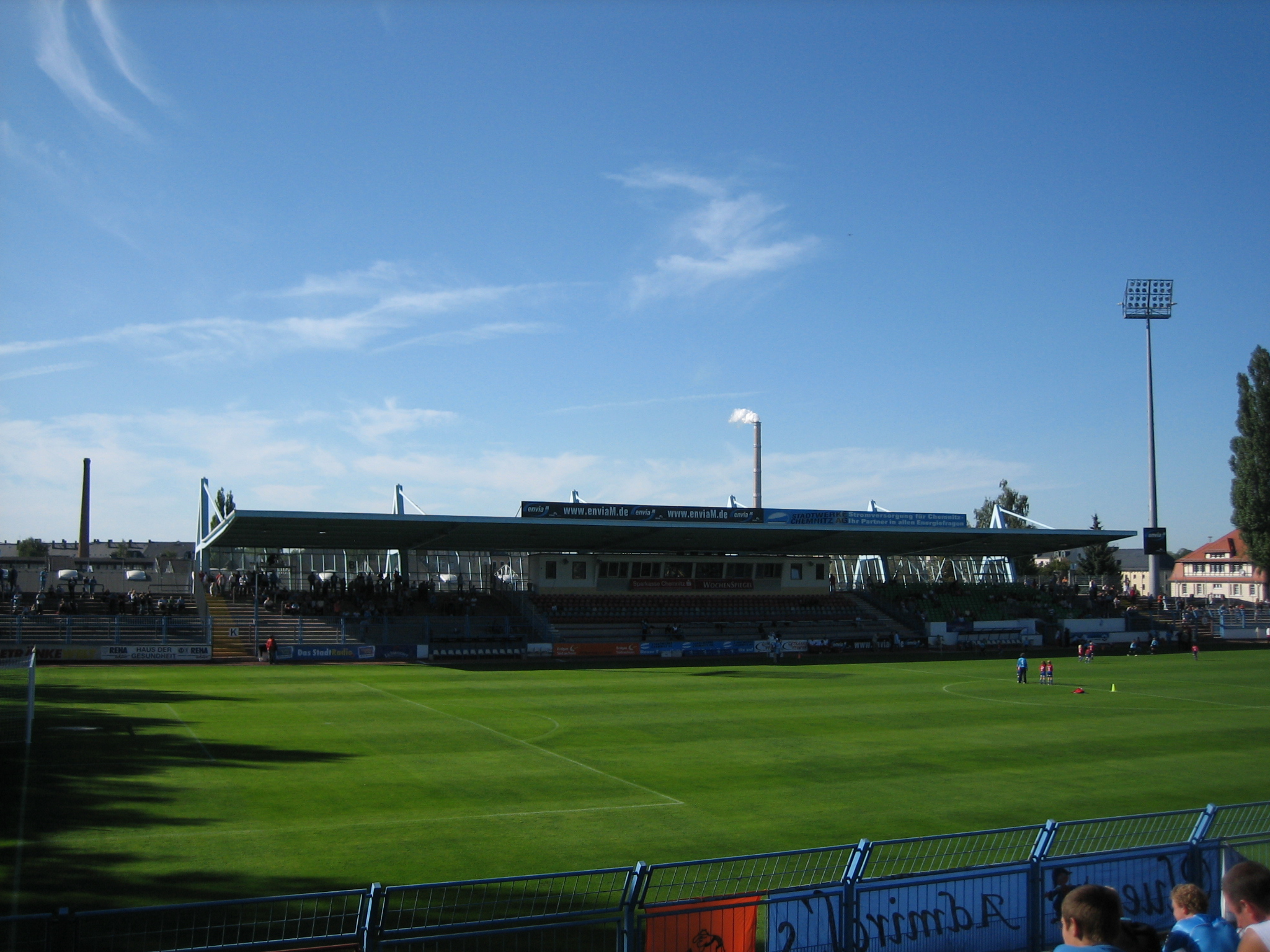
Die alte Haupttribüne (2006)
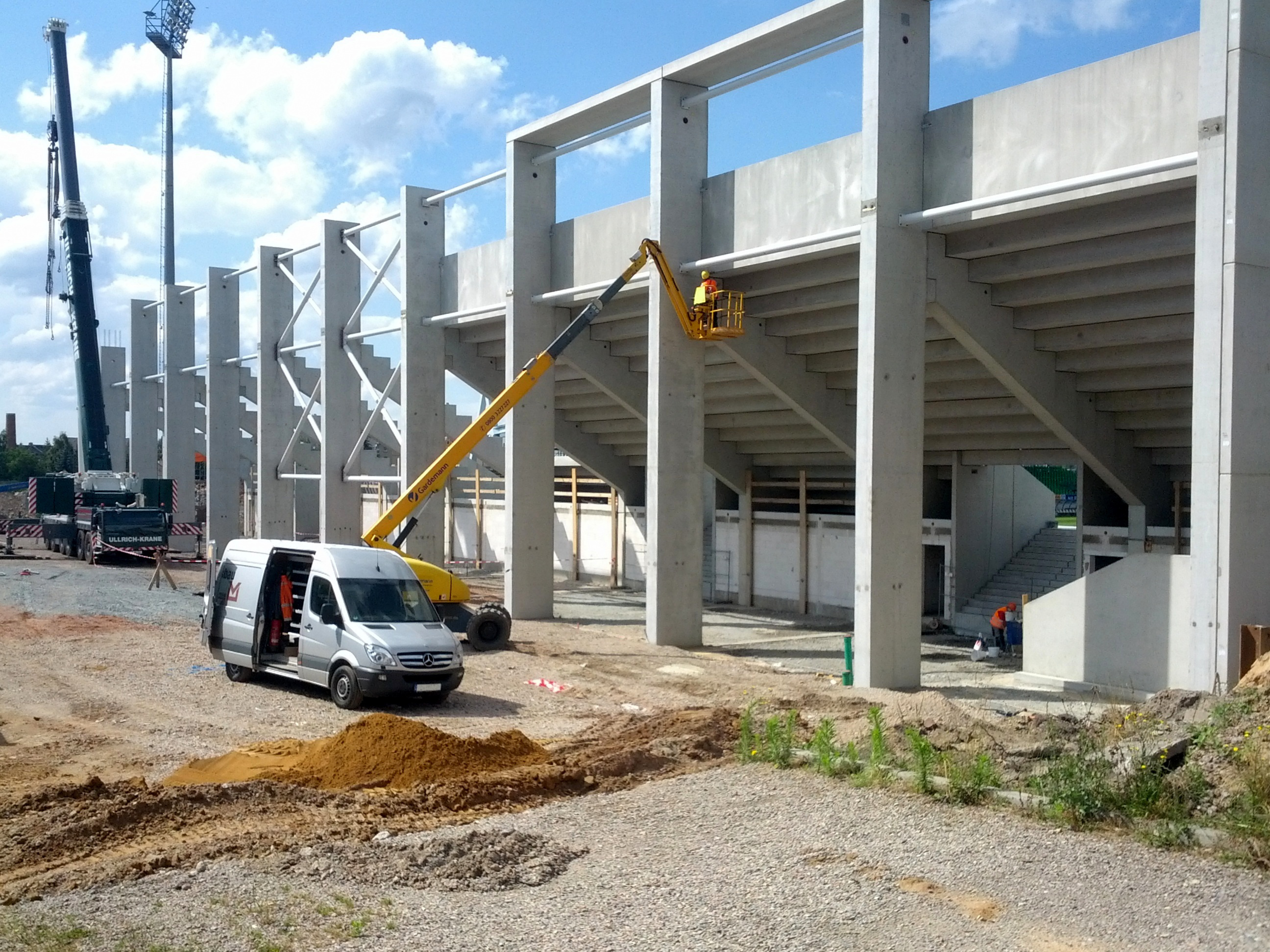
Neubau der Südtribüne im Juli 2014
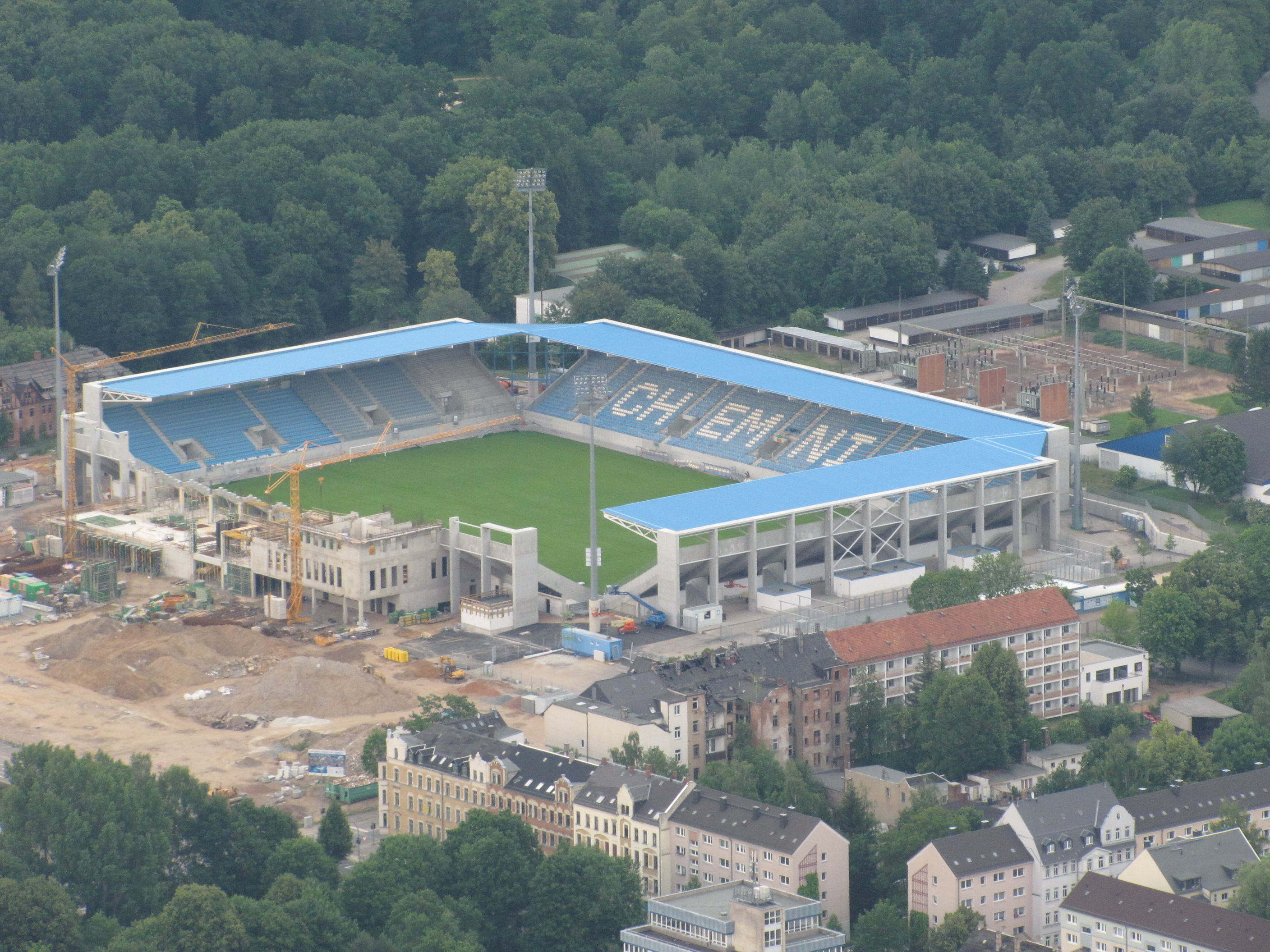
Luftbild der Baustelle im Juni 2015